# Салтыковы
Салтыко́вы (иногда Солтыковы) — обширный русский графский, светлейший княжеский и древний дворянский род, ветвь боярского рода Морозовых.
Род внесён в Бархатную книгу. При подаче документов (февраль 1682) для внесения рода в Бархатную книгу, была предоставлена родословная роспись Салтыковых.

## Происхождение и история дворянского рода
В Бархатной книге их родоначальником назван Михаил Игнатьевич Морозов-Салтык (или Солтык), а его предком — некто Миша Прушанин (1240). Потомки его, Андрей Салтыков, оружейничий (1508) великого князя Василия Ивановича. Борис Иванович воевода Ивана Грозного. Иван Данилович, владели поместьями (1568). Тимофей Иванович по прозванию Курган, написан (1630) в числе дворян и детей боярских с поместным окладом. Степан Тимофеевич Салтыков жалован поместьем (1676).
Во время Смутного времени боярин Михаил Салтыков-Кривой отстаивал передачу русской короны польскому королевичу. Вместе с некоторыми родственниками он впоследствии обосновался в Речи Посполитой. Польская ветвь рода (Салтыки), как и российская, использует герб «Солтык».
Из рода Салтыковых происходят, царица Прасковья Фёдоровна (мать императрицы Анны Иоанновны) и сатирик Михаил Салтыков-Щедрин.

#### Известные представители рода
Первое поколение Салтыковых представляют сыновья Морозова-Салтыка, из которых наиболее примечательны воевода Василий Михайлович и оружничий Андрей Михайлович, (ум. 1522).
Второе поколение представляют внуки Морозова-Салтыкова. Из них двое сыновей Андрея Михайловича достигли сана боярина — Яков (ум. 1571) и Лев (замучен опричниками в 1573).

### Бояре
1. Михаил Глебович Кривой, боярин с 1601, один из заговорщиков против Лжедмитрия I, возглавлял наиболее пропольски настроенную фракцию тушинского лагеря, заключал договор об избрании на русский престол королевича Владислава, правая рука московского коменданта Гонсевского, с 1611 г. в Речи Посполитой, где получил крупные наделы в Смоленском воеводстве.Личная сургучная печать боярина Фёдора Салтыкова

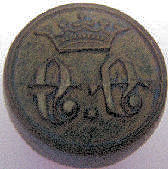
Личная сургучная печать боярина Фёдора Салтыкова

  1. Сын его, Фёдор Михайлович (ум. в 1680 г.), в монашестве — Сергий. Строитель Бизюкова монастыря, с 1656 г. настоятель Свирколуцкого монастыря. Позднее ушёл в старообрядчество и основал на реке Керженец скит Смольяны. Затем отошёл от раскола и в 1665 г., после принесения покаяния на Большом Московском Соборе, вернулся в Бизюков монастырь.
  2. Старший брат предыдущего, Иван Михайлович, участвовал в посольстве к Сигизмунду III с предложением московского престола королевичу Владиславу; привел к присяге на верность Владиславу новгородцев, разослав по окрестным городам увещательные грамоты последовать их примеру, но вскоре «за многие неправды и злохитрство» новгородцы посадили его (в 1611 году) на кол.
    1. Племянник предыдущего, Фёдор Петрович (ум. 1697), вместе с другими внуками Михаила Кривого перешёл на московскую службу после возвращения Смоленского воеводства, где находились их имения. Пожалован в бояре, особенно возвысился после того, как его дочь сделалась царицей.
      1. Салтыкова, Прасковья Федоровна (1664—1723) — царица, супруга царя Иоанна Алексеевича.
      2. Брат её Василий первым в роду Салтыковых получил графский титул (см. ниже).
      3. Боярин Пётр Самойлович (ум. 1719), двоюродный брат двух предыдущих, губернаторствовал в Смоленске, Казани и Астрахани; от него происходит младшая ветвь Салтыковых (см. ниже)

    2. Ещё один внук Кривого, Степан Иванович, также боярин, служил в Азове воеводой.
      1. Фёдор Степанович (ум. 1715) — сын предыдущего, морской агент Петра I в Лондоне.
2. Салтыков, Михаил Михайлович (ум. 1608) — троюродный брат Михаила Кривого, окольничий, глава Новгородской чети.
  1. Сын его, Борис Михайлович (умер в 1646 г.), — племянник Марфы Шестовой и двоюродный брат царя Михаила Фёдоровича, благодаря чему пользовался при его дворе великим значением и едва ли не держал в своих руках управление всем государством. С возвращением из плена патриарха Филарета обвинён в лихоимстве и выслан в деревню, но после смерти патриарха вернулся в столицу.
  2. Брат его, Михаил Михайлович, был ближним судьёй московского судного приказа и умер в 1671 году.
    1. Салтыков, Пётр Михайлович (умер в 1690) — сын предыдущего, кравчий и боярин; о потомках см. следующий раздел

### XVIII—XIX вв.
Старшая ветвь Салтыковых
1. Салтыков, Пётр Михайлович (ум. 1690) — сын М. М. Салтыкова, кравчий (1639—1640), боярин (с 1657), доверенное лицо царя Алексея Михайловича, приходившегося ему троюродным братом 
  1. Салтыков, Фёдор Петрович (ум. 1682) — стольник, по ошибке убит взбунтовавшимися стрельцами
    1. Салтыков, Василий Фёдорович (1675—1751) — петербургский генерал-полицмейстер, женат на княжнах Анне Борисовне Долгоруковой и Марье Алексеевне Голицыной Анна Петровна Салтыкова, жена фельдмаршала Б. П. Шереметева

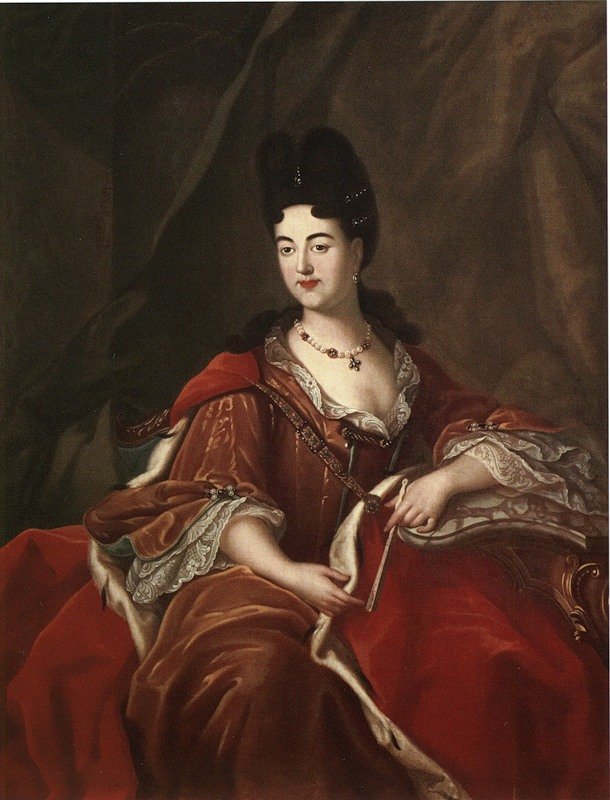
Анна Петровна Салтыкова, жена фельдмаршала Б. П. Шереметева

      1. Салтыков, Сергей Васильевич (1726—1765) — видный дипломат, фаворит Екатерины II, женат на Матрёне Павловне Балк-Полевой
      2. Салтыков, Пётр Васильевич, камергер, женат на княжне Марье Фёдоровне Сонцовой
        1. Салтыков, Василий Петрович (1753—1807), действительный тайный советник, женат на княжне Евдокии Михайловне Белосельской (1748—1824)
          1. Салтыков, Сергей Васильевич (1778—1846), женат на Александре Сергеевне Салтыковой

      3. Аграфена Васильевна, жена князя А. Д. Голицына
      4. Мария Васильевна, жена сенатора А. В. Олсуфьева
      5. Анна Васильевна, жена князя М. А. Гагарина
      6. Екатерина Васильевна, жена П. И. Измайлова

  2. Салтыков, Алексей Петрович, боярин, женат на княжне Наталье Михайловне Ромодановской
    1. Салтыков, Михаил Алексеевич (ум. 1723), президент Вотчинной коллегии, женат на княжне Анастасии Петровне Долгоруковой
      1. Салтыков, Михаил Михайлович, президент Коммерц-коллегии, женат на дочери Петра Шафирова
        1. Салтыков, Борис Михайлович (1723—1808) — агент И. И. Шувалова в Женеве
        2. Салтыков, Александр Михайлович (1728—1775) — конференц-секретарь Академии художеств, женат на дочери Сергея Волчкова
          1. Салтыков, Михаил Александрович (1769—1851) — сенатор, женат на Елизавете Францевне Ришар
            1. Софья, жена барона А. А. Дельвига и С. А. Баратынского

          2. Екатерина, жена генерала В. Н. Чичерина

      2. Салтыков, Пётр Михайлович, белгородский губернатор, женат на княжне Наталье Алексеевне Голицыной
      3. Мария Михайловна, жена А. М. Пушкина

  3. Салтыков, Пётр Петрович (ум. 1700) — боярин, женат на княжне Марфе Ивановне Прозоровской
    1. Салтыков, Михаил Петрович (ум. 1750) — генерал-майор, женат на графине Екатерине Михайловне Шереметевой
    2. Салтыкова, Анна Петровна, жена боярина Л. К. Нарышкина и фельдмаршала Б. П. Шереметева
    3. Салтыкова, Ирина Петровна, жена князя Ф. И. Троекурова
    4. Салтыкова, Мария Петровна, жена стольника С. И. Милославского

## Графы Салтыковы

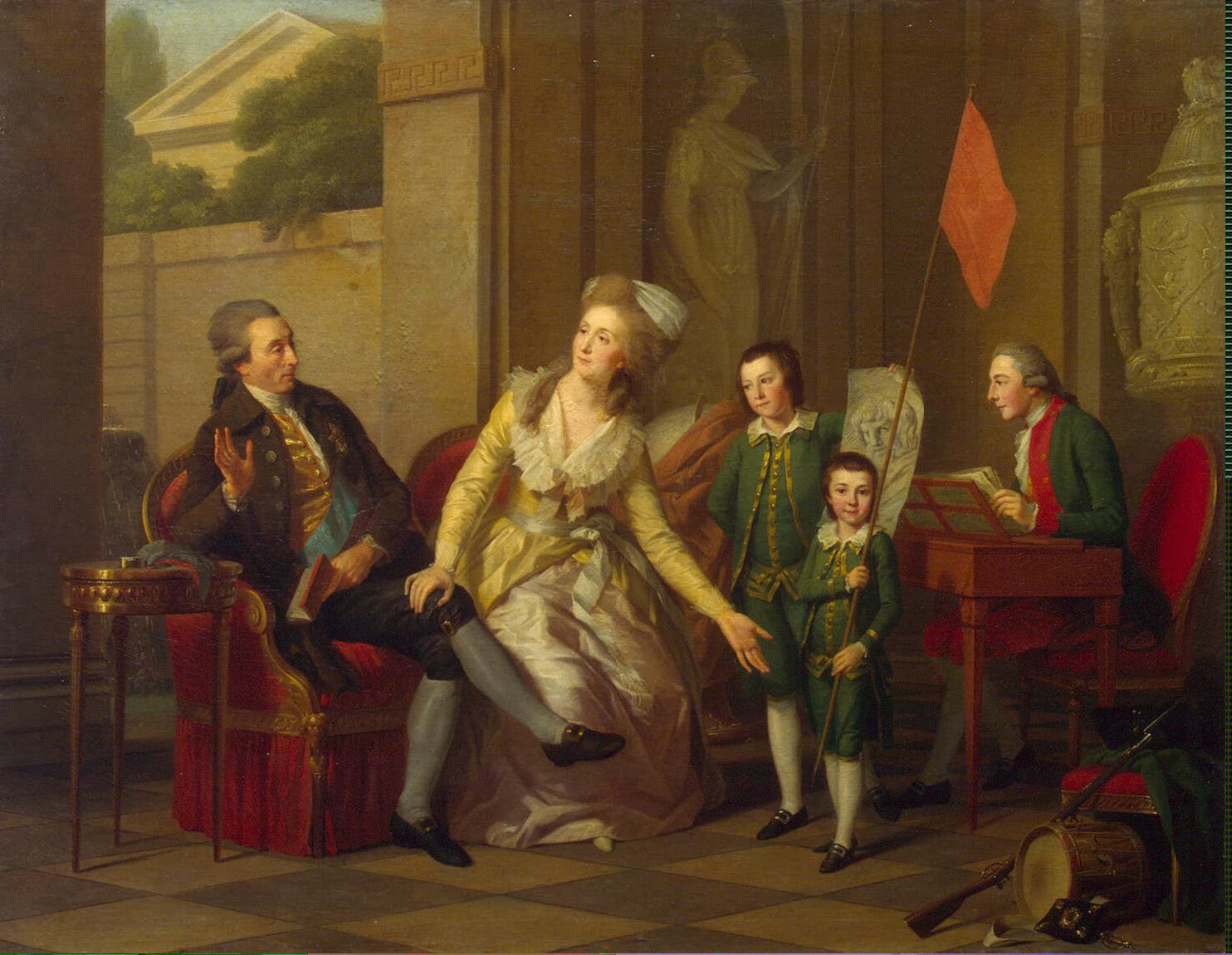
Семейство князя Салтыкова на картине Тишбейна

В правление императрицы Анны Иоановны род Салтыковых сильно возвысился, а двое его представителей получили графский титул.
Московский генерал-губернатор, кавалер ордена Святого Андрея Первозванного, Василий Фёдорович Салтыков, брат царицы Прасковьи Фёдоровны, по восшествии на престол императрицы Анны Иоановны, возведён (1730) в графское достоинство Российской империи.
Николай Иванович Салтыков, начальствующий при воспитании внуков великих князей Александра Павловича и Константина Павловича, пожалован в графское достоинство Российской империи (08 сентября 1790).
Первое пожалование графского титула, 1730
1. Салтыков, Василий Фёдорович (1672—1730), московский генерал-губернатор, родной дядя Анны Иоанновны, в двух браках не оставил потомства.

Второе пожалование графского титула, 1733—1942

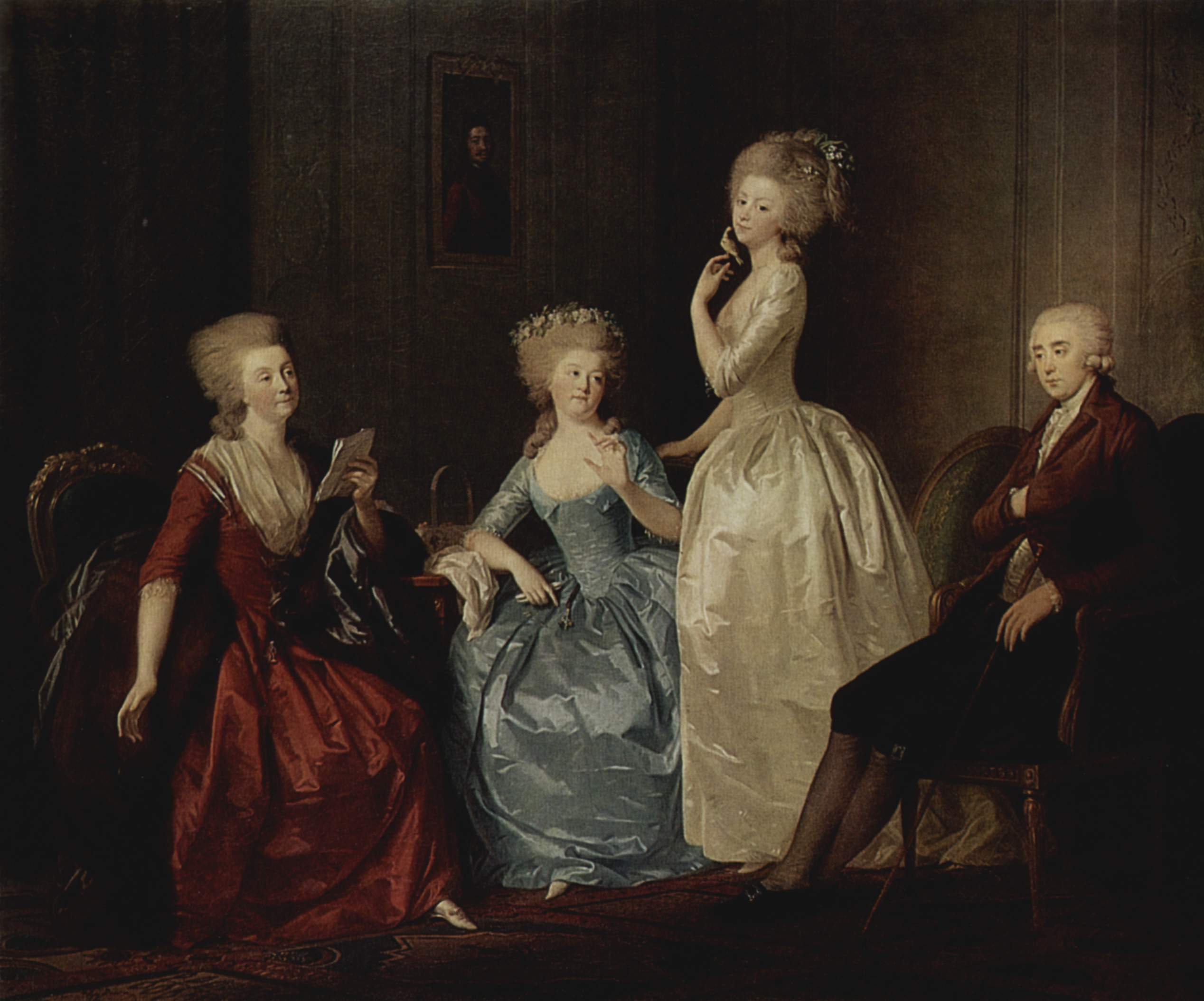
Семейство графа Салтыкова на картине Тишбейна

1. Салтыков, Семён Андреевич (1672—1742), московский главнокомандующий; женат на Фёкле Яковлевне Волынской.
  1. Салтыков, Пётр Семёнович (1698—1772), генерал-фельдмаршал, московский генерал-губернатор; женат на княжне Прасковье Юрьевне Трубецкой.
    1. Салтыков, Иван Петрович (1730—1805), генерал-фельдмаршал, московский генерал-губернатор; женат на графине Дарье Петровне Чернышёвой.
      1. Салтыков, Пётр Иванович (1784—1813), камергер, холост.
      2. Салтыкова, Прасковья Ивановна, жена сенатора П. В. Мятлева
      3. Салтыкова, Анна Ивановна, жена графа Г. В. Орлова

    2. Салтыкова, Анастасия Петровна, жена П. В. Квашнина-Самарина
    3. Салтыкова, Варвара Петровна, жена князя В. Б. Голицына
    4. Салтыкова, Екатерина Петровна, жена графа А. П. Шувалова

  2. Салтыков, Владимир Семёнович (1705—1751), генерал-майор; женат на княжне Екатерине Алексеевне Троекуровой.
    1. Салтыков, Пётр Владимирович (ум. 1806), майор, его внебрачное потомство узаконено с правами наследства.
    2. Салтыков, Алексей Владимирович (ум. 1802), камергер, женат на Екатерине Александровне Загряжской.
      1. Салтыков, Григорий Алексеевич (1772—1829), женат на Екатерине Александровне Херасковой
        1. Салтыков, Лев Григорьевич (1802—1857), женат на княжне Екатерине Михайловне Голицыной
          1. Салтыков, Александр Львович, женат на Марии Сергеевне Бутурлиной
            1. Салтыков, Александр Александрович (1872—1940), писатель, женат на княжне Варваре Васильевне Оболенской
            2. Салтыков, Лев Александрович (1876—1942), последний граф Салтыков, чиновник особых поручений при Переселенческом управлении

      2. Салтыкова, Елизавета Алексеевна, жена Г. Н. Колечинского

    3. Салтыков, Сергей Владимирович (1739—1800), генерал-майор
      1. Салтыков, Григорий Сергеевич (1777—1814), внебрачный сын предыдущего, до 1801 носил фамилию «Жердевский», женат на графине Елизавете Степановне Толстой

    4. Салтыков, Николай Владимирович (ум. 1800), женат на княжне Анне Сергеевне Гагариной
      1. Салтыкова, Прасковья Николаевна, жена графа Д. А. Гурьева Александра Сергеевна Салтыкова, жена С. В. Салтыкова, приятельница Пушкина

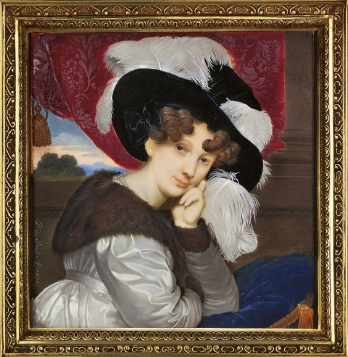
Александра Сергеевна Салтыкова, жена С. В. Салтыкова, приятельница Пушкина

      2. Салтыкова, Мария Николаевна, жена сенатора П. П. Нарышкина

    5. Салтыкова, Екатерина Владимировна, жена графа Ф. А. Апраксина

Во время пребывания в Генуе и Ливорно именовал себя графом Салтыковым авантюрист, более известный как граф Сен-Жермен.
Младшая ветвь Салтыковых
1. Пётр Самойлович Салтыков (ум. 1719), смоленский, казанский и астраханский губернатор (см. выше)
  1. Алексей; женат на Екатерине Фёдоровне Строгановой
    1. Салтыков, Иван Алексеевич (ум. 1773), генерал-аншеф; женат на графине Анастасии Петровне Толстой
      1. Салтыков, Николай Иванович (1736—1816), генерал-фельдмаршал, в 1790 г. третьим из Салтыковых удостоен графского титула (см. ниже).
      2. Салтыков, Алексей Иванович (ум. 1781), генерал-майор, тамбовский наместник, владелец усадьбы Молоди; женат на княжне Екатерине Борисовне Голицыной
      3. Мария, жена С. В. Нарышкина
      4. Анна, жена М. И. Мусина-Пушкина
      5. Александра, жена генерал-майора С. И. Глебова
      6. Наталия, жена д.т.с. А. П. Мельгунова

    2. Сергей; женат на Варваре Ивановне Лихаревой
      1. Наталья (1742—1801), жена князя Н. С. Долгорукова
      2. Александра (1745—1799), жена князя П. В. Урусова

    3. Глеб (ум. 1756), гвардии ротмистр, владелец села Красное-на-Пахре; женат на Дарье Николаевне Ивановой, наследнице села Троицкое (изуверка, известная под прозвищем «Салтычихи»)
      1. Николай (ум. 1775); женат на графине Анастасии Фёдоровне Головиной Надгробная доска Варвары Николаевны Балк-Полевой, урожд. Салтыковой

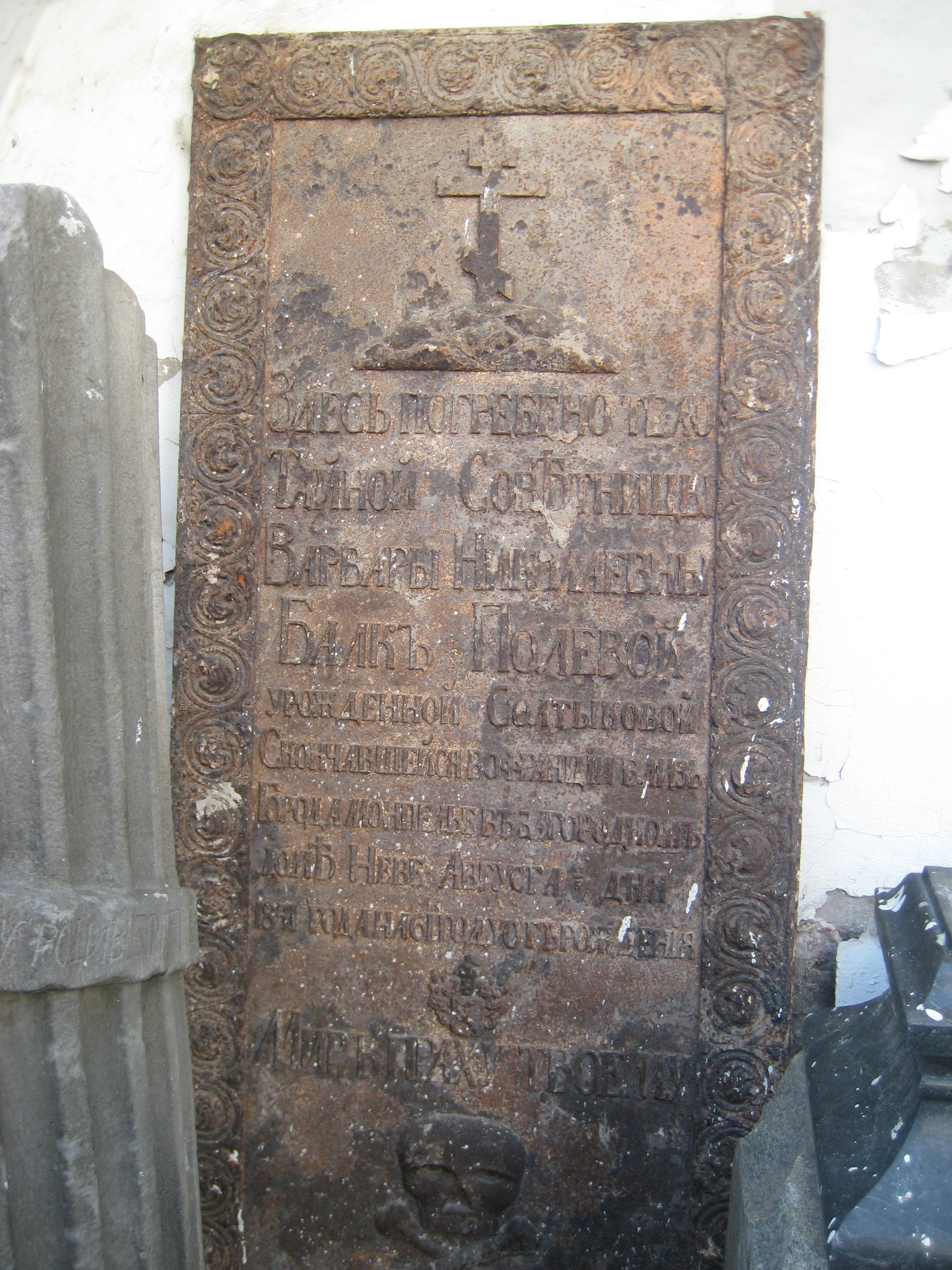
Надгробная доска Варвары Николаевны Балк-Полевой, урожд. Салтыковой

        1. Елизавета (1772—1852), жена графа Г. К. Реймон-Модена

    4. Софья, жена генерал-поручика А. В. Татищева, мать графа Н. А. Татищева

  2. Салтыков, Николай Петрович (1704-55), президент Мануфактур-коллегии; женат на Евдокии Матвеевне Головиной (1-й брак) и на княжне Анне Яковлевне Голицыной (2-й брак)
    1. Салтыков, Сергей Николаевич, генерал-майор (1782); женат на графине Анастасии Фёдоровне Головиной (1753—1818), вдове Н. Г. Салтыкова (ум.1775)
      1. Салтыков, Николай Сергеевич (1786—1836[источник не указан 1142 дня]), статский советник; женат на княжне Александре Алексеевне Куракиной
      2. Александра (178.—1854), жена С. В. Салтыкова
      3. Елена (1781—1811), жена А. Н. Мордвинова
      4. Варвара (ум. 1819), жена генерал-лейтенанта Д. Н. Бологовского

    2. Николай (1734—1805), сенатор; женат на княжне Марии Яковлевне Шаховской (1741—1827)
      1. Александра (1764—1829), жена князя Я. И. Лобанова-Ростовского
      2. Елизавета (1777—1855), жена князя Андрея Николаевича Долгорукова, мать князя Н. А. Долгорукова
      3. Варвара (1781—1841), жена т.с. П. Ф. Балк-Полева

    3. Мария, жена князя М. С. Козловского
    4. Евдокия, жена князя А. Н. Засекина
    5. Наталья, жена М. И. Волынского
    6. Варвара, наследница села Сафарино, жена графа С. П. Ягужинского

Третье пожалование графского титула, 1790—1814

## Светлейшие князья Салтыковы
Княжеская ветвь происходит от генерал-фельдмаршала Н.И. Салтыкова (1736—1816), который по императорскому указу (31 августа 1814) получил с потомством княжеский титул, с присвоением титула Светлости.
Княгиня Наталья Юрьевна Салтыкова, высочайше утверждена (19 июля 1845) в мужском и женском потомстве, учрежденное отцом её, графом Юрием Александровичем Головкиным, заповедное имение, с именем Головкина и она стала именоваться княгинею Салтыковою-Головкиною.
Князья Салтыковы, 1814—1941
1. Салтыков, Николай Иванович (1736—1816), генерал-фельдмаршал, президент Военной коллегии, председатель Государственного совета и Кабинета министров, правнук Петра Самойловича Салтыкова; женат на княжне Наталье Владимировне Долгоруковой
  1. Салтыков, Дмитрий Николаевич (1767—1826), женат на Анне Николаевне Леонтьевой
    1. Салтыков, Иван Дмитриевич (1797—1832), женат на графине Елизавете Павловне Строгановой
      1. Салтыков, Николай Иванович (1830—1901), женат на княжне Анне Сергеевне Долгоруковой
        1. Салтыков, Иван Николаевич (1870—1941), последний князь Салтыков, женат на Екатерине Ильиничне Решетниковой
        2. Салтыкова, Елизавета Николаевна, жена князя А. Д. Оболенского

    2. Салтыков, Пётр Дмитриевич (1804—1889), коллекционер средневекового искусства; женат на Вере Фёдоровне Стемпковской
      1. Салтыков, Дмитрий Петрович (1827—1903), английский коннозаводчик и «лошадник»; женат на Елизавете Ивановне Яковлевой
        1. Салтыков, Алексей Дмитриевич (1867—1893), строитель усадебного дома в духе английской готики в родовой усадьбе Никольско-Архангельское

      2. Салтыков, Иван Петрович (1831—1905), жил во Франции
      3. Салтыкова, Наталья Петровна, жена В. А. Кочубея

    3. Салтыков, Алексей Дмитриевич (1806—1859), путешественник-англоман, прозванный за своё пристрастие к Индии «индейцем»

  2. Салтыков, Александр Николаевич (1775—1837), женат на графине Наталье Юрьевне Головкиной
    1. Салтыков-Головкин, Алексей Александрович (1826—1874), женат на В. И. Лужиной
      1. Салтыкова-Головкина, Елена Алексеевна, жена князя Е. Ю. Голицына

    2. Салтыкова, Елена Александровна, жена князя Н. Б. Голицына
    3. Салтыкова, Екатерина Александровна, жена князя И. А. Долгорукова
    4. Салтыкова, Софья Александровна, жена графа Г. П. Шувалова
    5. Салтыкова, Мария Александровна, жена графа Б. С. Потоцкого Надгробие епископа Солтыка в Вавельском соборе выполнено в форме фамильного герба

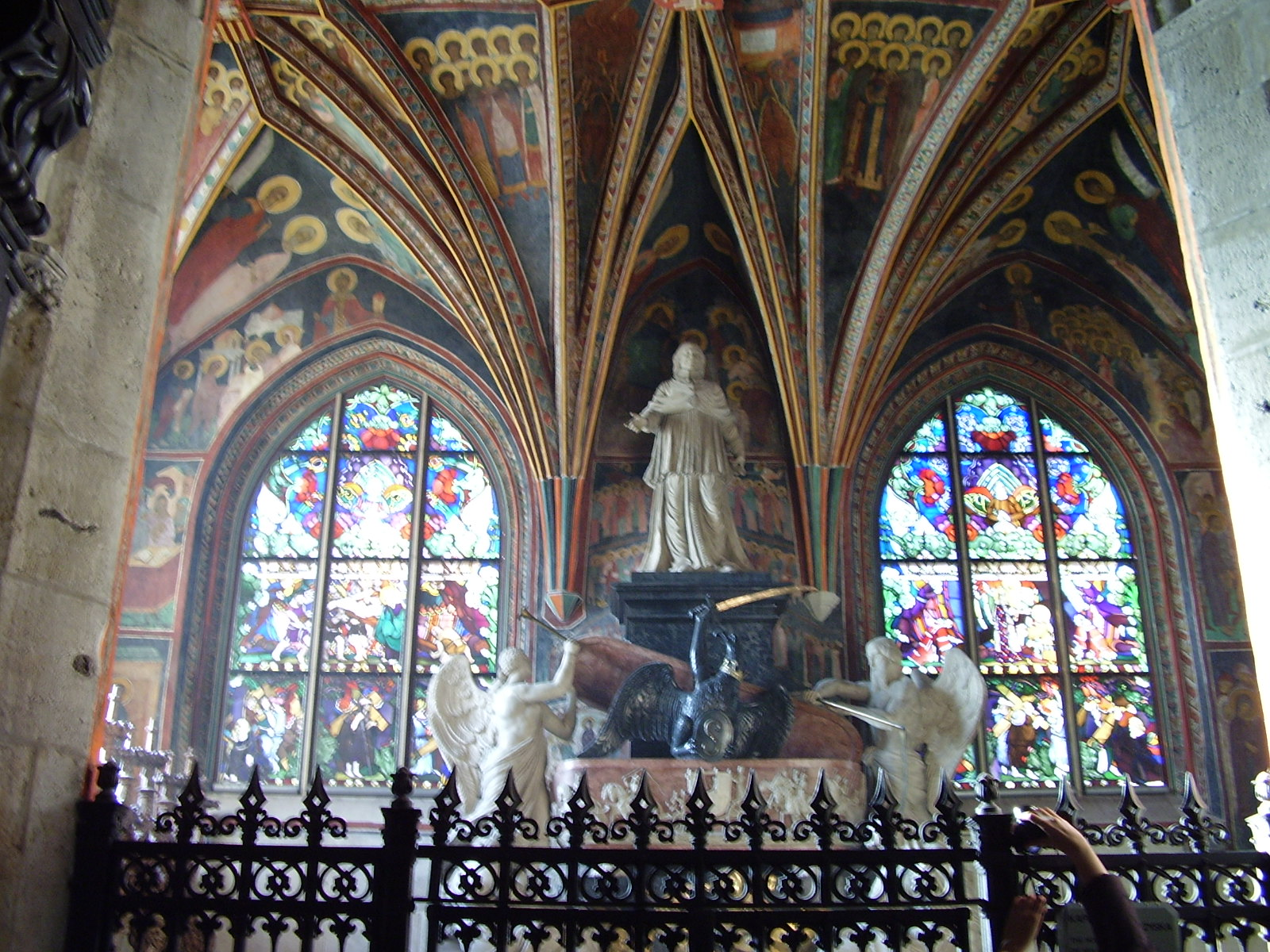
Надгробие епископа Солтыка в Вавельском соборе выполнено в форме фамильного герба

  3. Салтыков, Сергей Николаевич (1777—1828), шталмейстер, женат на княжне Екатерине Васильевне Долгоруковой

Представители нетитулованных ветвей
- Салтыков, Александр Александрович (р. 1941) — православный священник, автор книг по древнерусскому искусству
- Салтыков, Михаил Евграфович (1826—1889) — знаменитый сатирик, публиковался под псевдонимом «Щедрин»
- Солтык, Каетан (1715—1788) — епископ краковский с 1759, духовный вождь польских патриотов, противник тарговицкой конфедерации
- Солтык, Роман (1790—1843) — бригадный генерал армии Наполеона, пленённый русскими в битве народов

## Описание гербов

### Герб Салтыковых 1785 г.
В Гербовнике Анисима Титовича Князева 1785 года имеется изображение трёх печатей с гербами представителей рода Салтыковых:
1. Герб генерал-поручика, посланника в Гамбурге и Париже Сергея Васильевича Салтыкова: в золотом поле щита изображен одноглавый чёрный орёл с распростёртыми крыльями, у которого видна с правой стороны выходящая рука с мечом, расположенным горизонтально. Щит увенчан дворянской короной (дворянский шлем отсутствует). Щит расположен на мантии княжеского достоинства и мантия увенчана дворянским шлемом с дворянской на нём короною.
2. Герб камергера, графа Алексея Владимировича Салтыкова (ум. 1802): в золотом поле щита изображен чёрный одноглавый орёл с распростёртыми крыльями, у которого видна с правой стороны выходит рука с мечом, расположенным горизонтально. Щит увенчан дворянской короной (? возможно, что печать была вырезана до присвоения графского титула) (дворянский шлем, нашлемник и намёт отсутствуют). Щитодержатели: два восстающих единорога, стоящие задними ногами на постаменте.
3. Герб генерал-майора, графа Сергея Владимировича Салтыкова (1739—1800): в золотом поле щита изображен одноглавый чёрный орёл с распростёртыми крыльями, у которого видна с правой стороны выходящая рука с мечом, расположенным горизонтально. Щит увенчан короной графского достоинства (дворянский шлем и намёт отсутствуют). Щитодержатели: два восстающих единорога, стоящие задними ногами на постаменте. Вокруг щита орденская лента с орденским крестом. Под щитом военная арматура в виде знамени, сабли, пушки, барабана, трубы[6].

### Герб. Часть VII. № 28
Дворянский герб Салтыковых: на щите, имеющем золотое поле, изображен чёрный одноглавый орёл с короной на главе, у которого видна с правой стороны выходящая рука в латах с мечом. Щит увенчан дворянским шлемом и короной со страусовыми перьями. Намёт на щите золотой, подложенный чёрным. Щит держат два единорога. Герб внесён в Общий гербовник дворянских родов Российской империи, часть 7, 1-е отд., стр. 28. Польская ветвь Салтыковых, употребляя этот же герб (Солтык), ставит вместо дворянской княжескую корону.

### Герб. Часть II. № 15

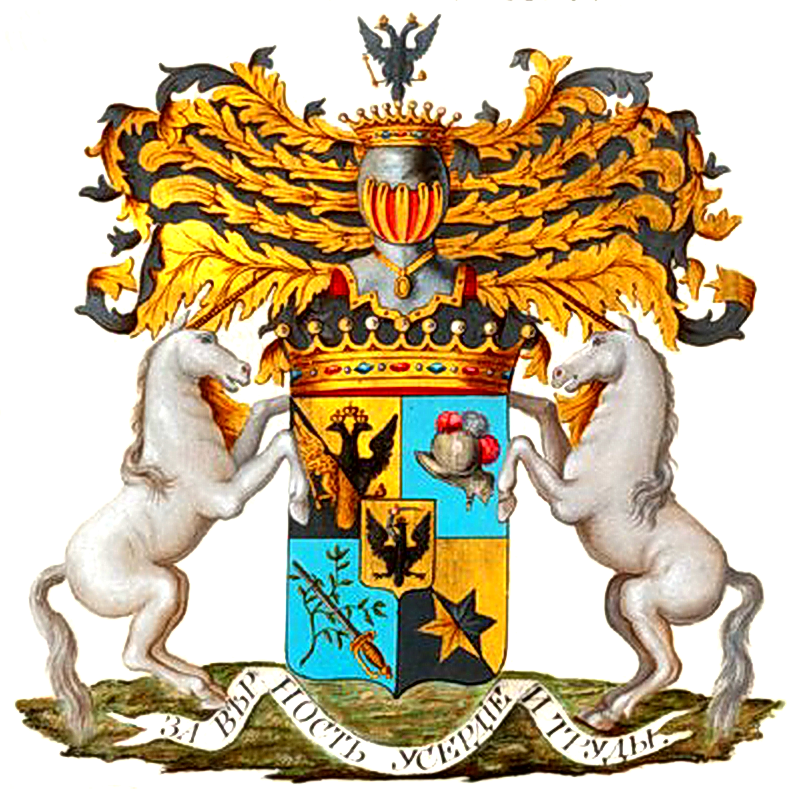
Гербовник II,15

Герб рода графа Салтыкова: Гербовый щит разделён на четыре части: первая и четвёртая из них ещё рассечены диагонально на два поля: золотое и чёрное. В первом делении, имеющем русский двуглавый орёл (на чёрной половине золотой, на золотой — чёрный). В четвёртой же части помещена шестиугольная звезда (на чёрной половине золотая, на золотой — чёрная). Во второй части щита в голубом поле золотой шишак; а в третьей — в голубом же поле золотая шпага, обвитая лавром и положенная диагонально, остриём к правому верхнему углу. В середине щита, в малом щитке — родовой герб Салтыковых.

### Герб. Часть IX. № 2
Княжеский герб Салтыковых, оставляя тот же намёт и тех же щитодержцев, ещё имеет девиз: «За верность, усердие и труды», с княжескою шапкой и мантией. Над щитом удержана эта же графская корона, а сверх неё — три дворянских шлема. В нашлемниках помещены: справа — согнутая рука, держащая фельдмаршальский жезл; слева — тоже согнутая рука держит поднятую шпагу, а в середине — возникающий российский двуглавый орел. Герб рода российских князей Салтыковых внесён в Часть 9 Общего гербовника дворянских родов Всероссийской империи, стр. 2.